# Ваше
Ваше (словен. Vaše) — поселення в общині Медводе, Осреднєсловенський регіон, Словенія. 
Висота над рівнем моря: 323,66 м.